# Le Point de mire
Pour les articles homonymes, voir Point de mire (homonymie).
Le Point de mire est une comédie en 4 actes d'Eugène Labiche et d'Alfred Delacour, créée au Théâtre Impérial de Compiègne le 4 décembre 1864, puis représentée à Paris au théâtre du Gymnase le 12 décembre 1864.
La pièce a paru aux éditions Dentu.

## Distribution
| Acteurs et actrices ayant créé les rôles |                    |
| Personnage                               | Acteur ou actrice  |
| Duplan père, ancien notaire              | Lesueur            |
| Carbonel                                 | M. Blaisot         |
| Pérugin                                  | M. Ménéhand        |
| Maurice Duplan                           | M. Boudier         |
| Edgard Lajonchère                        | M. Victorin        |
| Jules Priès, architecte                  | M. Widmer          |
| Césénas                                  | M. Francès         |
| Mme Carbonel                             | Mme Mélanie        |
| Mme Pérugin                              | Chéri Lesueur      |
| Mme Césénas                              | Mme Martin Dermont |
| Berthe, fille de Carbonel                | Blanche Pierson    |
| Lucie, fille de Pérugin                  | Céline Montaland   |
| Joséphine, domestique de Carbonel        | Mme Alexandre      |
| Un jardinier                             | M. Ulric           |
| Un chasseur en livrée                    | M. Bordier         |